# تشارلز بوكوفسكي

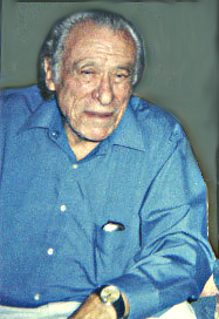
هنري تشارلز بوكوفسكي

هنري تشارلز بوكوفسكي (بالإنجليزية: Charles Bukowski)‏ (1920-1994) شاعر وروائي وكاتب قصة قصيرة أمريكي من أصل ألماني.

## نشأته
ولد بوكوفسكي في 16 أغسطس 1920م بألمانيا لأم ألمانية تدعى كاثرينا فيت التي تزوجت من هنرتش بوكوفسكي الجندي الأمريكي من أصل بولندي والذي هاجر والده إلى أمريكا عام 1880م، وكان والداه رومانيين كاثوليك، وقد استقرا بعد زواجهما في مدينة باسادينا الأمريكية وادعى بوكوفسكي في كثير من الأحيان أنه طفل غير شرعي لكن السجلات الزوجية في مدينة أندرنيك تشير إلى أن والديه تزوجا قبل شهر من ولادته، وعمل والده في التجارة ونجح في تكوين شركة إنشاءات، ورزق الزوجان بأربعة أبناء منهم هنري.
هاجرت العائلة إلى الولايات المتحدة في 1923م واستقروا في بداية الأمر في بالتيمور ميريلاند، نظرا لتعثر أعماله في ألمانيا نتيجة انهيار الاقتصاد الألماني بعد نهاية الحرب العالمية الأولى، والارتفاع الكبير لمعدلات التضخم، وفي العام 1930م انتقلت عائلة بوكوفسكي إلى لوس أنجلوس وهي المدينة التي نشأت فيها عائلة والده، وكان الأب معظم الوقت عاطلًا عن العمل ويذكر بوكوفسكي في رواية السيرة الذاتية (هام أون راى) عن تصرفات والده وإذعان والداته للإهانة البدنية والنفسية تجاهها وتجاه أبنائه فكان يضرب أولاده ويثور عليهم لأقل خطأ وقد أثر هذا على نشأة بوكوفسكي فكان شابا خجولا ومنعزلًا إجتماعيا وضاعف من هذا الاتجاه إصابته بحالة متفاقمة من مرض حب الشباب، وكان أطفال الحي يسخرون من لكنته الألمانية وملابسه التي كان والده يجبره على ارتدائها.
في أوائل شبابه تعرف بوكوفسكي على الخمر على يد صديقه الوفي ويليام مولينكس، وقد كتب بوكوفسكي لاحقا واصفا حالة الإدمان المزمنة التي أصابته «الكحول ساعدني لفترة طويلة جدا» واصفا بداية إدمان الكحول أنها كانت السبب والطريق الذي استفاد منه للتوصل إلى تفاهم أكثر ودي بشأن حياته، بعد تخرجه من مدرسة لوس أنجلوس العليا، التحق بوكوفسكي بكلية مدينة لوس أنجلوس لمدة سنتين، مع دورات في الصحافة والفن والأدب.
في 22 يوليو 1944م وفي أثناء الحرب العالمية الثانية اعتقل بوكوفسكي من قبل وكلاء مكتب التحقيقات الفيدرالي في فيلادلفيا بنسلفانيا، حيث كان يعيش في ذلك الوقت للاشتباه في التهرب من الخدمة العسكرية، واحتجز لمدة 17 يوما ولكن فشله في الامتحان النفسي الذي كان جزءا من دخوله العسكرية الإلزامية أعفاه من أداء الخدمة العسكرية واشتراكه في الحرب.

## أوائل كتاباته
تم نشر قصة قصيرة لبوكوفسكي في مجلة القصة وهو في سن الرابعة والعشرين، وبعد ذلك بعامين نشرت قصة أخرى قصيرة وهي «20 دبابة من كاسيل داون» من قبل صحافة سن بلاك في الإصدار الثالث، ونتيجة فشله في اقتحام عالم الأدب أصيب بوكوفسكي بخيبة أمل مع عملية النشر التي تأخذ وقتا طويلا ولذلك ترك الكتابة لمدة عقد من الزمان تقريبا، وهو الوقت الذي كان يشار إليه على أنه في حالة سكر لمدة عشر سنوات. هذه السنوات الضائعة شكلت الأساس لسيرته الذاتية في وقت لاحق، على الرغم من أن صحتها قابل إلى التشكيك. وخلال جزء من هذه الفترة واصل معيشته في لوس أنجلوس، والعمل في مصنع مخلل لفترة قصيرة ولكن أيضا أنفق بعض الوقت للتجول جاب فيها الولايات المتحدة متنقلا بين ساحليها الشرقي والغربي، وعمل بشكل متقطع في المنازل الرخيصة.
في أوائل عام 1950م حصل بوكوفسكي على وظيفة في الخدمة البريدية في الولايات المتحدة الأمريكية لمدة ثلاث سنوات قدم بعدها استقالته. وفي عام 1957م تزوج من الشاعرة باربرا فراي وهي من قرية صغيرة في تكساس ولكن انفصلا عام 1959م، ليستأنف بعدها بوكوفسكي كتابة الشعر والشرب.
بحلول عام 1960م عاد بوكوفسكي إلى مكتب البريد في لوس أنجلوس حيث بدأ العمل ككاتب مالي، وفي عام 1962م تعرض لصدمة نفسية بسبب وفاة جين بيكر كوني، حبيبته الأولى وأعظم حب في حياته، حول بوكويسكي الدمار داخله إلى سلسلة من القصائد والقصص التي تنعي وفاتها.
في عام 1969م قبل بوكوفسكي عرضا من دار النشر بلاك سبارو من الناشر جون مارتن وترك عمل البريد لتكريس نفسه للكتابة بدوام كامل، وكان عمره في ذلك الحين 49 سنة. كما أوضح في رسالة وجهها في ذلك الوقت، «أنا واحد من خيارين – أن أبقى في مكتب البريد وأصاب بالجنون... أو البقاء هنا والكتابة وتجويع نفسي لقد قررت الجوع»، في أقل من شهر واحد وبعد أن ترك الخدمة البريدية أنهى روايته الأولى «مكتب بريد»، رغبته في احترام الدعم المالي من قبل مارتن الذي آمن بقدراته الكتابيه رغم أنه لم يكن معروف نسبيا، نشر بوكوفسكي تقريبا جميع أعماله الرئيسية في صحيفة بلاك سبارو. كان بوكوفسكي أحد المؤيدين لدور النشر المستقلة الصغيرة فاستمر في تقديم القصائد والقصص القصيرة لعدد لا يحصى من دور النشر غير المعروفة طوال حياته المهنية.
اعترف بوكوفسكي بكل من أنطون تشيخوف، جيمس ثوربر، فرانز كافكا، كنوت هامسن، أرنست همنغواي، هنري ميلر، جون فانتسي، لويس فرديناند سيلين، روبنسون جيفيرز، فيودور دوستويفسكي، دي إتش لورانس، انطونين ارتود، أي أي كامينغز، وبعض الآخرين الذي أثروا عليه، وغالبا ما كانت لوس أنجلوس موضوعه المفضل، وفي مقابلة عام 1974م، قال: «أنت تعيش في بلدة طيلة حياتك، وتعرف كل عاهرة في كل زاوية شارع ونصفهم يكونون ممن قد تغزلت بهم. لديك مخطط للأرض كلها. لديك صورة من أين أنت.. لقد نشأت في لوس أنجلوس، وأشعر دائما بالانتماء الجغرافي والروحي الذي يجري هنا. قضيت الوقت لا تعلم هذه المدينة. لا أستطيع أن أرى أي مكان آخر غير لوس أنجلوس».
أحد النقاد وصف قصص خيال بوكوفسكي بأنها «وصف مفصل لبعض المحرمات المختصة بالذكر: أعزب غير مأهولة، غير كفء، غير اجتماعي، وحر تماما»، صورة حاول أن يرقى إليها في بعض قراءاته الشعرية العامة أو سلوكه الفظ.

## وفاته
توفي بوكوفسكي في 9 مارس 1994م في سان بيدرو، كاليفورنيا بعد معاناة من مرض سرطان الدم عن عمر يناهز الثالثة والسبعين، وكان هذا بعد وقت قصير من انتهائه من روايته الأخيرة «اللب». وقد كتب على ضريحه ما يلي: «لا تحاول»، وهي العبارة التي استخدمها بوكوفسكي في واحدة من قصائده، وهي عبارة عن تقديم المشورة للكتاب والشعراء الطموحين. في يونيو 2006م تم التبرع بأرشيف بوكوفسكي الأدبي من قبل أرملته إلى مكتبة هنتنغتون في سان مارينو بولاية كاليفورنيا، وتم عمل نسخ من جميع منشوراته لصحافة سبارو بلاك في جامعة ميشيغان الغربية التي اشترت الأرشيف من دار النشر بعد إغلاقها في عام 2003م.

## من أعماله
نشر بوكوفسكي أول مجموعة شعرية عام 1959 تبعها بعشرات المجاميع منها:
- الاحتراق في الماء، الغرق في اللهيب: قصائد مختارة (1955-1973) نشرت في عام (1974)
- الحب كلب من الجحيم: قصائد (1974-1977) نشرت في عام (1977)، ترجمها إلى العربية سامر أبو هواش، ونشرت عن دار الجمل 2009
- سيقان، أرداف، وما خلفها (1978)،
- هوليود: رواية نشرت في عام (1989)، ترجمها إلى العربية عبد الكريم بدرخان، وصدرت عن منشورات الجمل 2017.[6]
- شرارات ونشرت في عام (1983)
- حرب طوال الوقت: قصائد 1981-1984 نشرت في عام (1984)
- الليلة الأخيرة للأرض ونشرت في عام 1992
- مكتب البريد، رواية ترجمتها إلى العربية ريم غنايم، دار الجمل 2014

ومن أعماله في القصة القصيرة:
- اعترافات رجل مجنون بما فيه الكفاية للعيش مع الوحوش (1965)
- ملاحظات رجل مسن داعر (1969)
- حكايات عادية للجنون العادي (1972)
- جنوب بلا شمال (1973)
- موسيقى الماء الحارة (1983)
- حكايات للجنون العادي (1983)
- الامرأة الأكثر جمالاً في البلدة (1983)
- أجزاء من دفتر ملاحظات ملوث بالنبيذ: قصص قصيرة ومقالات (2008)
- غياب البطل (2010)
- وسع في عام (1995)
- بوكويسكي / رسائل بوردي (1983)
- صيحات من الشرفة: رسائل مختارة (1993)
- عيش على الحظِّ: رسائل المختارة، العدد 2 (1995)
- القائد خارجا ليتغدا والبحارة سيطروا على السفينة (1998)
- امتد إلى الشمس: رسائل مختارة، العدد 3 (1999)
- بصق البيرة ليلا واللعن: التواصل بين تشارلز بوكوفسكي وشيري مارتنيلي (2001)
- وحيداً في حضرة الجميع: قصائد مختارة، ترجمة وتقديم: عبد الكريم بدرخان. دار فضاءات للنشر والتوزيع، عمّان (2017). [7]

## روابط خارجية
- تشارلز بوكوفسكي على موقع IMDb (الإنجليزية)
- تشارلز بوكوفسكي على موقع الموسوعة البريطانية (الإنجليزية)
- تشارلز بوكوفسكي على موقع مونزينجر (الألمانية)
- تشارلز بوكوفسكي على موقع ألو سيني (الفرنسية)
- تشارلز بوكوفسكي على موقع ميوزك برينز (الإنجليزية)
- تشارلز بوكوفسكي على موقع أول موفي (الإنجليزية)
- تشارلز بوكوفسكي على موقع قاعدة بيانات الأفلام السويدية (السويدية)
- تشارلز بوكوفسكي على موقع إن إن دي بي (الإنجليزية)
- تشارلز بوكوفسكي على موقع ديسكوغز (الإنجليزية)
- تشارلز بوكوفسكي على موقع قاعدة بيانات الفيلم (الإنجليزية)